# Calymperes boulayi
Calymperes boulayi är en bladmossart som beskrevs av Bescherelle 1896. Calymperes boulayi ingår i släktet Calymperes och familjen Calymperaceae. Inga underarter finns listade i Catalogue of Life.